# Farz
Farz, fars ili fard (tur. farz ← arap. farḍ ), dužnost i stroga vjerska obveza u islamu. Farz je nešto što je muslimanskom vjerniku "nužno i potrebno do te mjere kao što mu je potrebna hrana, piće i zrak". Farz je činjenje određenih djela i usvajanje znanja o istim. Farz ne može ništa nadomjestiti ni nadoknaditi. Po hadisu ”Znanje je farz svakom muslimanu i muslimanki” (Bejhaki), znanje je obveza svakom muslimanu, a to znanje iz hadisa dio je ilma koji je farzi-ajn. Iza znanja o farzovima je znanje iz akaida i slijede još sunnet, mendub, mustehab, mubah, mekruh i mufsid.

## Postupci i znanja
Farz su postupci poput abdesta, namaza, gusula i dr. Farz je znati da svaki musliman mukelef zna propise u odnosu s roditeljima i dužnosti prema njima, koga treba voljeti radi Alaha, a koga mrziti radi Alaha, s kim se treba družiti, a koga napustiti, voljeti nauku (ilm) i ljude od nauke, da vjernik zna prava i dužnosti prema hakk vođi na Alahovom putu, muršidu ili kalifu (ulu’l-emr), da vjernik musliman koji ima materijalne mogućnosti obaviti hadžiluk prouči propis istog i obavi ga, zatim vjernik musliman čiji imetak doseže iznos nisaba farz je znati propise u svezi sa zekatom, muslimanu je farz da posao kojim se bavi čuva od uplitanja harama, ženi koja je obvezana namazom (mukelef) farz je nauči sve propise o hajzu i istihazi a ako je rodila ili će roditi, obvezna je znati propise o nifasu. Kad musliman postane nosilac odgovornosti (mukelef) obvezan je usvojiti određeno znanje, o imanskim šartima, zatim djelima koja su strogo naređena te treće, o haramima koje je farz napustiti.

## Farz i vadžib
U šafijskoj i malikijskoj pravnoj školi farz i vadžib znače isto. Osoba koja ih prakticira bit će nagrađen na Ahiretu, a u suprotnom bit će kažnjen. Značenjski se razlikuju jedino u poglavlju o hadžu u kojem neizvršavanje farda poništava važnost hadža. Nasuprot tome, propuštanjem vadžiba nadoknađuje se obveznim klanjem kurbana.
U malikijskoj školi dvije su vrste farda:
- fardi ajn - svaki je pojedinac obvezan prakticirati te postupke
- fardi kifaje - postupci koji ne obvezuje sve iako ih prakticira jedna grupa muslimana, npr. dženaza-namaz i pripremanje mejjita[4]

U hanbelijskoj pravnoj školi fard i vadžib sličnog su značenja kao u safijskoj i malikijskoj pravnoj školi. Za fard se također koristi riječi rukn. U ovoj se školi vadžib razlikuje od farda u nekim postupcima u namazu, ovisno je li propust iz namjere ili iz zaborava. Na primjer, ako se vadžib u namazu namjerno propusti, namaz je pokvaren. Kod nenamjerna propusta ili iz zaborava, vjernik je obvezan učiniti sehvi sedždu. Za fard ovo ne važi i nikakav propust nije opravdan, te je namaz pokvaren pa ga treba ponoviti. Fard se dijeli na fardi ajn i fardi kifaje.
U hanefijskoj pravnoj školi fard i vadžib se razlikuju. Farz je ono što se mora vjerovati i prakticirati, značenje je jednoznačno i nepobitno, a u ovo ulazi npr. namaz, zekat, post, hadž, vjerovanje u Alaha. Tko poriče farz po ovoj školi taj je kafir, a tko ga ne prakticira je fasik (veliki grješnik). Napuštanje prakticiranja farza donosi džehennemsku kaznu. Vadžib je potvrđen dokazom, ali nije jednoznačan te praktičar ne mora biti uvjeren u obvezu ovog propisa. Poricanje ne povlači za sobom da time postaje kafir, zbog toga što se propis može drugačije shvatiti. Ne sprovodeći vadžib vjernik postaje griješnik, no grijeh nije visokog stupnja kao grijeh pri napuštanju farza. Napuštanje prakticiranja vadžiba ne donosi džehenemsku kaznu, no vjernik gubi Poslanikovo zagovaranje na sudnjem danu.